# Los chicos del cementerio
Los chicos del cementerio (en inglés: Cemetery Boys) es una novela de fantasía urbana para jóvenes adultos de Aiden Thomas, publicada el 1 de septiembre de 2020 por Swoon Reads. La inclusión del libro en la lista de los más vendidos del New York Times hizo historia como el primer libro en la lista escrito por un autor abiertamente transgénero que presenta un personaje transgénero.

## Trama
Yadriel es queer, trans, latino y brujo. Se sabe que los brujos poseen la capacidad de invocar espíritus y liberarlos del reino físico, mientras que las brujas poseen poderes curativos. Desafortunadamente, su familia no lo reconoce como un hombre y espera que desarrolle habilidades de curación en lugar de habilidades de invocación. Junto con su prima y mejor amiga, Maritza, Yadriel intenta invocar el fantasma de su primo desaparecida, quien se cree que ha fallecido. Yadriel espera que al invocar con éxito a su primo, demostrará que es un brujo. En lugar de eso, invoca a Julián Díaz, un chico de la escuela de Yadriel que no recuerda cómo murió y no está listo para seguir adelante.

## Recepción
Antes de que se lanzara Los chicos del cementerio, fue nombrado uno de los libros más esperados de 2020 por Book Riot, Tor.com, Goodreads, Paste, y Bitch Media.
Después de su lanzamiento, el libro fue nombrado un éxito de ventas por el New York Times e IndieBound y recibió críticas destacadas de Publishers Weekly y Booklist. También fue nombrado mejor libro del año por Publishers Weekly, NPR, y Barnes & Noble.

## Premios y nominaciones
| Año  | Premio                                                                       | Resultado        |
| ---- | ---------------------------------------------------------------------------- | ---------------- |
| 2020 | Premio Bram Stoker a la mejor novela juvenil                                 | Preseleccionado  |
| 2020 | Premio Goodreads Choice a la fantasía y ciencia ficción para adultos jóvenes | Candidato        |
| 2020 | Premio Goodreads Choice a la mejor novela debut                              | Candidato        |
| 2020 | Premio Nacional del Libro                                                    | En lista larga   |
| 2020 | Los 10 mejores audiolibros de 2020 según School Library Journal (SLJ)        | Los diez mejores |
| 2021 | Audiolibros increíbles de ALA para jóvenes adultos                           | Los diez mejores |
| 2021 | Mejor ficción para jóvenes adultos según ALA                                 |                  |
| 2021 | Lista de libros arcoíris de ALA                                              | Los diez mejores |
| 2021 | Los diez mejores libros adolescentes de ALA                                  | Los diez mejores |
| 2021 | Premio Locus a la mejor primera novela                                       | Candidato        |
| 2021 | Premio Lodestar                                                              | Finalista        |